# Acanthopsoides
Acanthopsoides es un género de peces de la familia Cobitidae en el orden de los Cypriniformes.

## Especies
Las especies de este género son:
- Acanthopsoides delphax Siebert, 1991
- Acanthopsoides gracilentus (Smith, 1945)
- Acanthopsoides gracilis Fowler, 1934
- Acanthopsoides hapalias Siebert, 1991
- Acanthopsoides molobrion Siebert, 1991
- Acanthopsoides namromensis Nguyen, 2005
- Acanthopsoides robertsi Siebert, 1991